# Rudolf IV van Valois
Rudolf IV van Valois (ca. 1021 - Péronne (Somme), 22 februari 1074) was een zoon van Rudolf III van Valois en van Adelheid van Breteuil.
Hij volgde zijn vader op als graaf van Valois en lekenabt van Saint-Denis, en de abdijen van Jumièges, Fontenelle, Saint-Pierre te Chartres en Saint-Arnoul te Crépy-en-Valois.
Na de dood van Odo II van Blois nam hij de leiding van het verzet tegen koning Hendrik I van Frankrijk maar werd verslagen en onderwierp zich in 1041 aan de koning. Daarop nam Willem de Veroveraar hem zijn Normandische titels en bezittingen af. Door zijn eerste huwelijk verwierf hij Bar-sur-Aube en Vitry. Door zijn tweede huwelijk verwierf hij Montdidier (Somme) en Péronne.
Bij de dood van Herbert II van Maine in 1060, probeerde een neef van Rudolf, Wouter III van Vexin, Maine in te nemen, maar Willem de Veroveraar versloeg hem en Wouter III sneuvelde. Rudolf erfde van hem Vexin, Amiens en Elbeuf.
Rudolf was geleidelijk aan een van de machtigste edelen in de regio rond Parijs geworden en hij werd ook nog de eerste raadsheer van koning Hendrik. Na de dood van de koning in 1060 verstootte hij zijn tweede vrouw om te kunnen trouwen met de koningin-weduwe Anna van Kiev. Dit was een politieke misrekening en het paar werd geëxcommuniceerd en moest het hof verlaten. Pas in 1070 kon Rudolf aan het hof terugkeren.
Rudolf werd begraven in Montdidier en herbegraven in het kapittel van Saint-Arnoul te Crépy-en-Valois.
Rudolf was gehuwd met:
1. Adelheid van Boves (ca. 1010 - 11 september 1053), erfdochter van Nocher III van Bar-sur-Aube (ca. 980 - ca. 1040). Zij kregen de volgende kinderen:
  1. Wouter (- gesneuveld ca. 1066), graaf van Bar-sur-Aube,
  2. Simon (1048-1081)
  3. mogelijk Elisabeth, gehuwd met Bartolomeus van Broyes.
  4. Adelheid (1040-1080), gehuwd met Herbert IV van Vermandois (1028-1080)
  5. Adela, gehuwd met Theobald III van Blois
2. Eleonora, die hij verstootte
3. Anna van Kiev, dochter van Jaroslav I de Wijze, en weduwe van Hendrik I van Frankrijk,

Rudolfs eerste vrouw Adelheid was voordien al getrouwd geweest met:
- Reinoud van Semur-en-Brionnais
- Reinoud van Joigny
- Rogier, lekenabt van Vignory

Uit deze huwelijken zijn geen kinderen bekend.
Adelheids vader Nocher III heeft de volgende bekende voorouders:
- Notger II van Bar sur Aube (ca. 955 - na 1019) en Adelheid van Soissons (ca. 960 - 1047)
  - Achard van la Ferté-sur-Aube
  - Walderic van Soissons (ca. 925 - 13 juni 989)